# جون رايلي (كاتب)
جون رايلي (بالإنجليزية: John Riley)‏ هو كاتب وشاعر بريطاني، ولد في 1937 في ليدز في المملكة المتحدة، وتوفي في 1978.